# Antanas Merkys

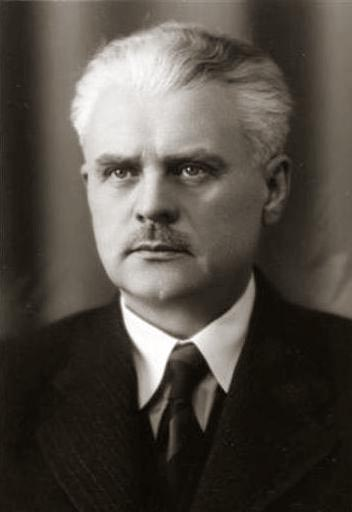
Antanas Merkys

Antanas Merkys (Bajorai, 1887 - Sovjet-Unie, 1955) was premier van Litouwen van 1939 tot 1940. 
Merkys bezocht het gymnasium, en studeerde rechten aan verschillende universiteiten. Hij studeerde in 1918 af in Kiev. Tijdens de Eerste Wereldoorlog (1914-1918) vocht hij in het Russische leger. In 1919 sloot hij zich aan bij het leger van het onafhankelijke Litouwen. Merkys nam in 1919 als legercommandant (kolonel) de stad Vilnius in. Na de onafhankelijkheidsoorlog werd Merkys lid van de extreem-nationalistische Nationalistische Unie. 
Merkys ondersteunde de staatsgreep van december 1926 die Antanas Smetona en Augustinas Voldemaras aan de macht bracht. Merkys werd lid van de eenheidspartij Litouwse Nationale Unie (LTS). In het door Litouwen bezette Memelland is hij enige tijd gouverneur geweest. Hij voerde daar op instigatie van Kaunas een lituaniseringsbeleid dat de verhoudingen met de Memelduitsers op scherp zette en waardoor deze nog meer anti-Litouws werden. Op 21 november 1939 werd Merkys door president Smetona aangesteld als premier. 
Op 14 juni 1940 zond de Sovjet-Unie Litouwen een ultimatum waarmee de regering onmogelijk akkoord kon gaan. President Smetona riep op tot gewapend verzet tegen de Russen, maar hij verkreeg hiervoor niet de parlementaire meerderheid. Smetona meldde zich op 15 juni 'ziek' (in werkelijkheid vluchtte hij naar Duitsland) en benoemde Merkys tot waarnemend president. Op 17 juni 1940 viel de Sovjet-Unie Litouwen binnen en trad Merkys af. Justas Paleckis werd door de bezetters benoemd tot staatshoofd. Merkys werd gearresteerd en naar de Sovjet-Unie gedeporteerd.
Antanas Merkys overleed in 1955.